# Baixa

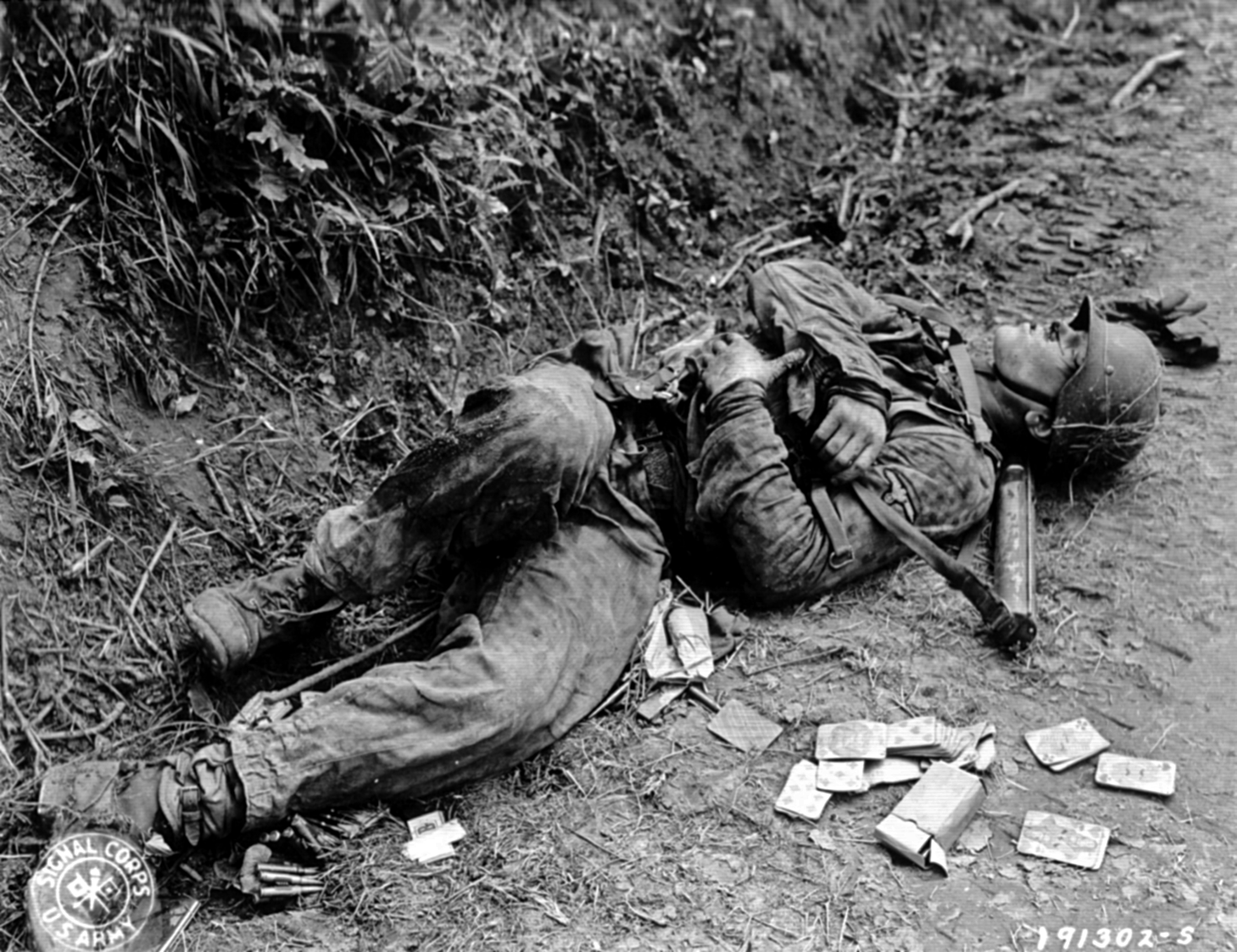
Persona alemanya que formava part de les Waffen-SS i que va morir al nord de França, el 19 de juny de 1944

Una baixa, com a terme en l'ús militar, és una persona que deixa de ser útil durant el servei militar, tant si és combatent com si no ho és, a causa de la mort, lesions, malaltia, captura o deserció.
En l'ús civil, una baixa és una persona que mor, ferida o incapacitada per algun esdeveniment; el terme s'utilitza normalment per descriure múltiples morts i ferits a causa d'incidents violents o desastres. De vegades s'entén malament que significa "víctimes mortals", però qui pateix lesions no mortals també és una víctima.

## Ús militar
En l'ús militar, una baixa és una persona en servei que mor en combat, mor per malaltia, queda incapacitada per les ferides, incapacitada per un trauma psicològic, capturada, abandonada o desapareguda, però no algú que pateix ferides que no li impedeixen lluitar. Qualsevol baixa deixa d'estar disponible per a la batalla o campanya immediata. El nombre de baixes és simplement el nombre de membres d'una unitat que han deixat d'estar disponibles per al servei. La paraula s'ha utilitzat en un context militar almenys des de 1513.
Les baixes civils són civils morts o ferits per personal militar o combatents, de vegades es refereix amb l'expressió eufemística "danys col·laterals".

### Definicions de l'OTAN
L'organització militar OTAN utilitza les definicions següents:

#### Baixa
En relació amb el personal, qualsevol persona que deixi de ser útil per la seva organització per haver estat declarada morta, ferida, malalta, detinguda, capturada o desapareguda.

#### Baixa en batalla
Qualsevol víctima incorreguda com a resultat directe d'una acció hostil, sostinguda en combat o relacionada amb ella, o sostinguda per anar o tornar d'una missió de combat.

#### Baixes que no són en batalla
Una persona que no és una víctima de batalla, però que deixa de ser útil per la seva organització a causa d'una malaltia o una lesió, incloses les persones que moren per malaltia o lesió, o per haver-hi desaparegut quan l'absència no sembla ser voluntària o per culpa de l'enemic. acció o a ser internat.

### Altres definicions
Aquestes definicions són populars entre els historiadors militars.

#### Baixa irrecuperable
Amb relació al personal, qualsevol persona morta en combat, desapareguda en combat o que hagi mort per ferides o malalties abans de ser evacuada a una instal·lació mèdica.

#### Baixa mèdica
En relació amb el personal, qualsevol persona incapacitada per ferides o malalties contretes en una zona de combat, així com qualsevol persona ingressada en una instal·lació mèdica per a tractament o recuperació durant més d'un dia. Hi ha una distinció entre baixa mèdica en combat i baixa mèdica no de combat. El primer es refereix a un accident mèdic que és conseqüència directa d'una acció de combat; aquest últim es refereix a un accident mèdic que no és conseqüència directa d'una acció de combat.

#### Mort en acció
Classificació de baixes que s'utilitza generalment per descriure qualsevol persona morta per l'acció de forces hostils.

#### Desaparegut en combat
Desaparegut en combat s'utilitza generalment per descriure qualsevol persona desapareguda durant les operacions de combat. Poden haver desertat, o haver estat assassinats, ferits o fets presoners.

#### Ferit en acció
Una classificació de víctimes que s'utilitza generalment per descriure qualsevol persona que ha patit una lesió per mitjà de l'acció de forces hostils.

#### Presoner de guerra
Una classificació de víctimes que s'utilitza generalment per descriure qualsevol persona capturada i detinguda per forces hostils.

## Ús civil
Si bé la paraula "baixa" s'utilitza des de 1844 en la vida civil, és un concepte menys important. És més important el nombre de morts, d'una banda, i els ferides greus, de l'altra.

## Incidència

### Morts civils i militars
Segons l'Informe de salut mundial de l' OMS de 2004, es calcula que les morts per lesions intencionals (incloent-hi la guerra, la violència i el suïcidi) representaven el 2,8% de totes les morts. En el mateix informe, es calcula que les lesions no intencionades són les responsables del 6,2% de totes les morts.